# IC 1039
IC 1039 је лентикуларна галаксија у сазвјежђу Дјевица која се налази на листи објеката дубоког неба у Индекс каталогу.
Деклинација објекта је + 3° 26' 0" а ректасцензија 14h 40m 29,3s. Привидна величина (магнитуда) објекта IC 1039 износи 14,4 а фотографска магнитуда 15,4. IC 1039 је још познат и под ознакама CGCG 47-133, NPM1G +03.0443, PGC 52428.